# Острица (Магальская сельская община)
Острица (укр. Остриця) — село в Магальской сельской общине Черновицкого района Черновицкой области Украины.
Почтовый индекс — 60315. Телефонный код — 803733. Код КОАТУУ — 7323083603.

## История
В 1946 г. Указом ПВС УССР село Котул-Острица переименовано в Острица.
До 2020 года входило в Новоселицкий район